# گونه‌های لاله

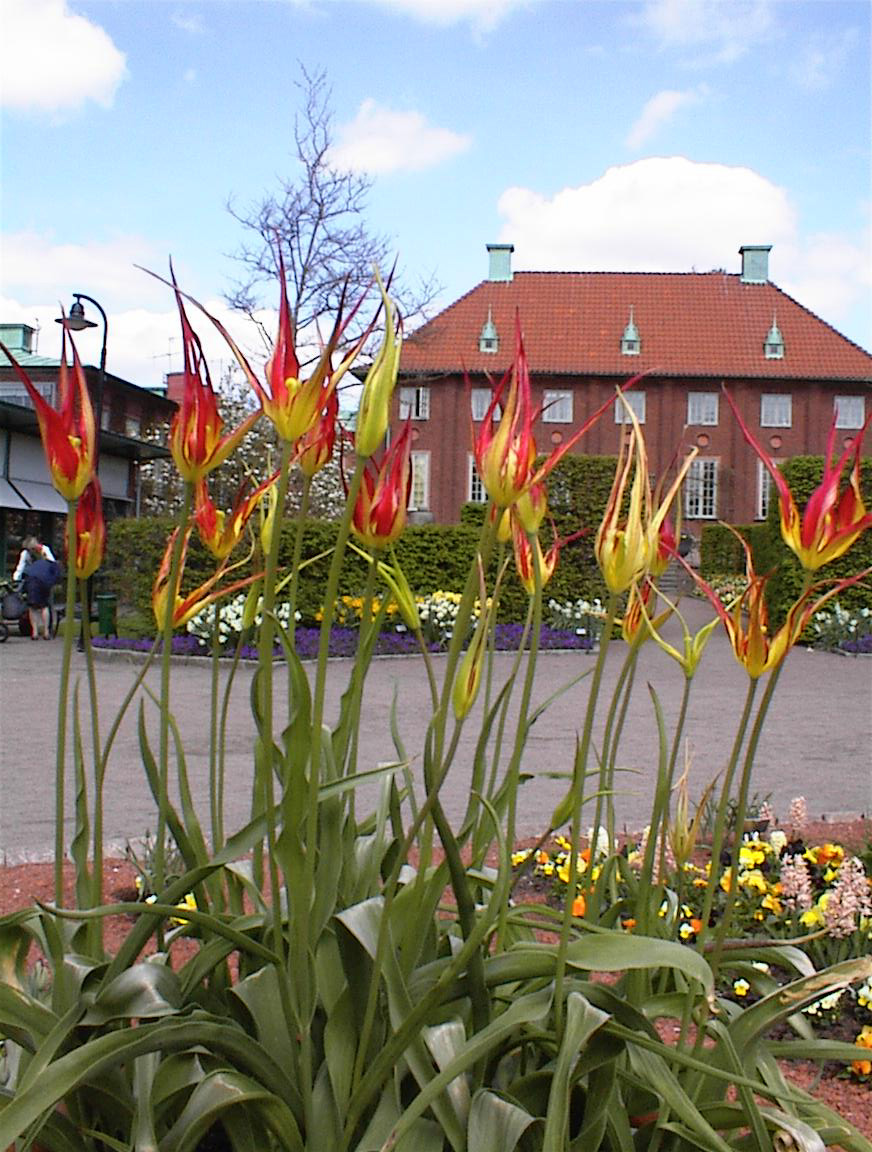
لالهٔ شعلهٔ آتش یا لالهٔ استانبول

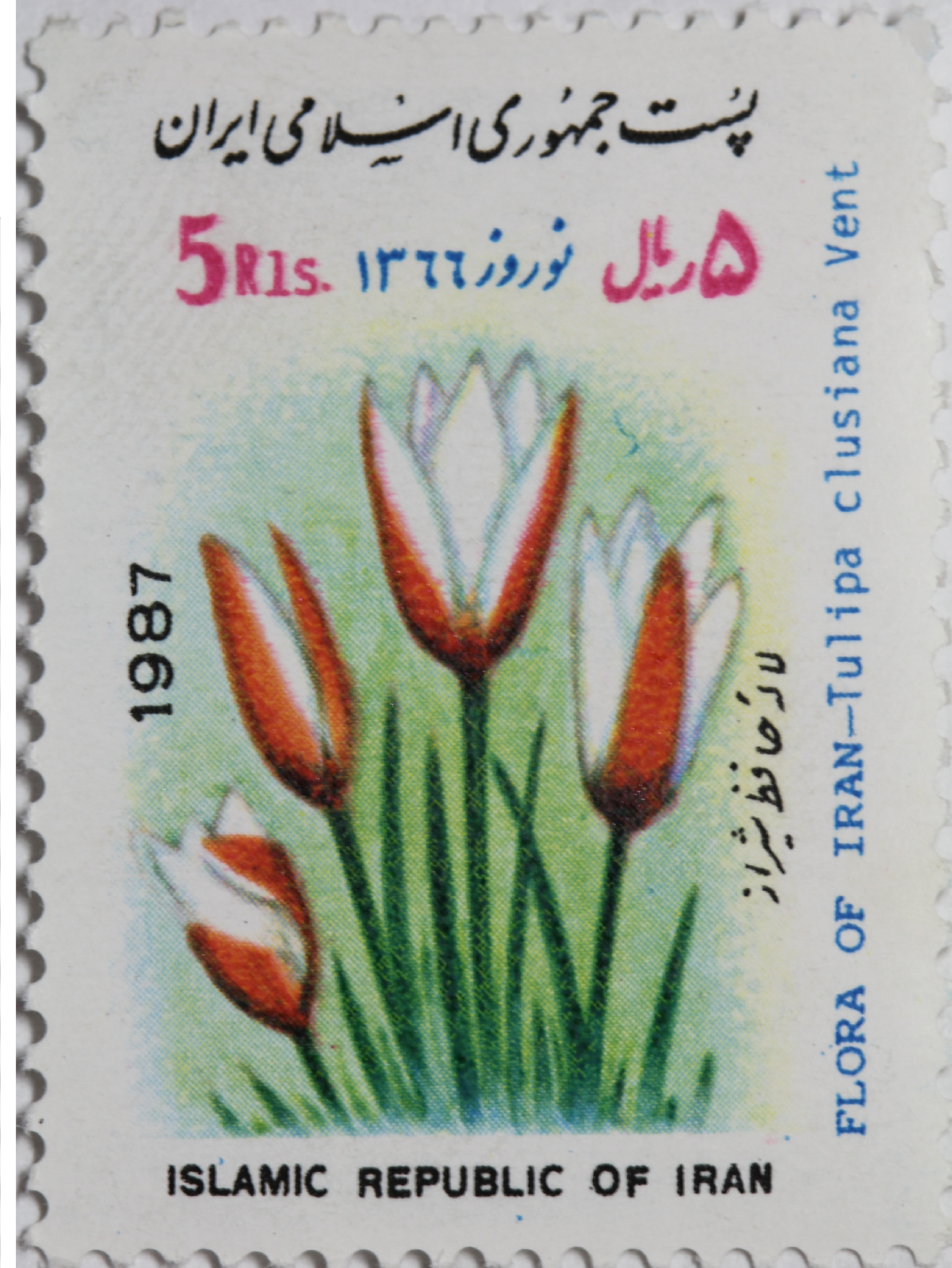
تمبر با تصویر لاله حافظی یا لالهٔ حافظ شیراز چاپ شده در سال ۱۳۶۶ در ایران

لاله کوهی در کوه‌های لرستان

گونه‌های لاله در حدود ۱۵۰ گونهٔ هستند که در حدود ۱۱۰ گونهٔ آن والد لاله‌های پرورشی به‌شمار می‌آیند. محل اصلی رویش لالهٔ خودرو از کوه‌های پامیر تا کوه تیان شان در آسیای مرکزی در نظر گرفته می‌شود همچنین این گل از شرق تا قسمت غربی کشور چین تا تبت و از غرب از خاورمیانه تا سواحل دریای مدیترانه به صورت خودرو یافت می‌شود.

## گونه‌ها
- Tulipa acuminata :لالهٔ شعلهٔ آتش یا  لالهٔ استانبول
- Tulipa agenensis
- لاله آلپنسیس
- لاله ارمنا :لالهٔ ارمنی
- لاله ریزه
- لاله برگ‌باریک :لاله باتالینی
- لاله ساکساتیلیس
- Tulipa biflora:لاله هفت‌رنگ
- لاله صحرایی:لاله بیشه‌زار
- Tulipa borszczowii
- Tulipa botschantzevae
- Tulipa butkovii
- Tulipa carinata
- لاله صحرایی
- لاله حافظی:لاله حافظی یا لالهٔ حافظ شیرازی
- Tulipa cretica
- لاله مصری
- Tulipa dasystemon
- لاله باغچه‌ای
- Tulipa dubia
- لاله ادولیسلالهٔ ادولیس
- Tulipa ferganica
- Tulipa fosteriana :لاله امپراتور
- لاله باغچه‌ای:لاله باغچه‌ای
- Tulipa goulimyi
- Tulipa greigii
- لاله باغچه‌ای
- Tulipa heterophylla
- Tulipa hoogiana
- لاله ریزه:لاله ریزه
- Tulipa hungarica
- Tulipa iliensis
- Tulipa ingens
- Tulipa julia
- لاله ارمنا
- (Tulipa kaufmanniana (Waterlily Tulip:لاله نیلوفرآبی
- Tulipa kolpakowskiana
- Tulipa korolkowii Regel
- لاله ریزه
- Tulipa kuschkensis
- Tulipa lanata
- Tulipa latifolia
- Tulipa lehmanniana
- لاله لینی‌فولیا (Bokhara Tulip)
- Tulipa marjolettii
- Tulipa mauritania
- Tulipa micheliana:لاله خط‌دار
- Tulipa mongolica
- Tulipa montana :لاله کوهی
- Tulipa orphanidea (Orange Wild Tulip)
- Tulipa ostrowskiana
- لاله باغچه‌ای
- Tulipa polychroma
- لاله حافظی
- Tulipa praestans
- لاله صحرایی
- لاله مروارید ایرانیلالهٔ مروارید ایرانی
- لاله باغچه‌ای
- Tulipa rhodopea
- لاله ساکساتیلیس
- Tulipa sharonensis
- Tulipa splendens
- لاله اسپرنگری Baker
- Tulipa stapfii :لاله آتشی
- Tulipa subpraestans
- (Tulipa sylvestris (Wild Tulip:لالهٔ سیلوستریس یا لالهٔ وحشی
- Tulipa systola
- Tulipa taihangshanica
- لاله تاردالالهٔ تاردا
- Tulipa tetraphylla
- Tulipa tracicoquina
- Tulipa tschimganica
- Tulipa tubergeniana
- لاله ترکستانی:لالهٔ ترکستانی
- Tulipa undulatifolia
- Tulipa urumiensis :لاله ارومیه
- Tulipa urumoffii
- لاله ریزه
- Tulipa whittalli
- Tulipa zenaidae (Zenaida's tulip)

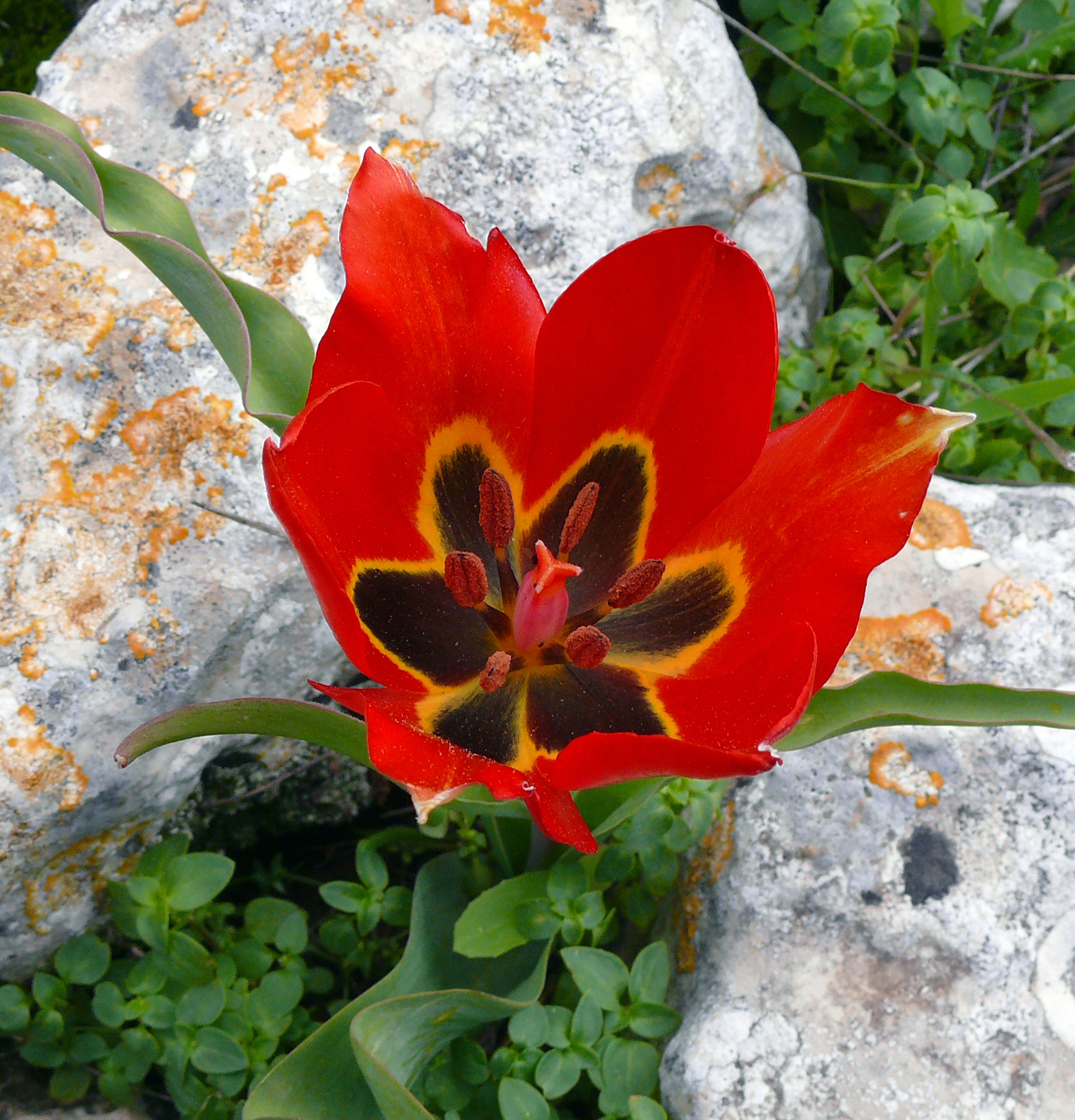
لاله باغچه‌ای Tulipa agenensis
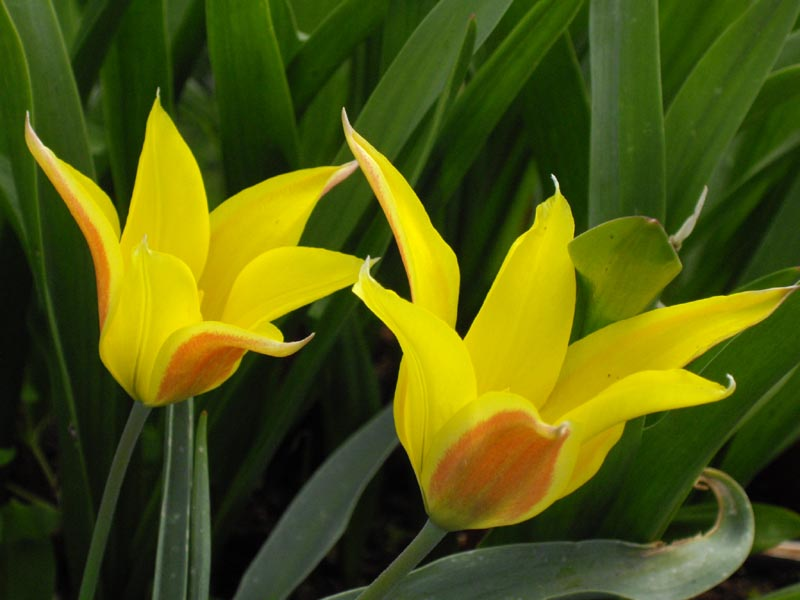
Tulipa altaica
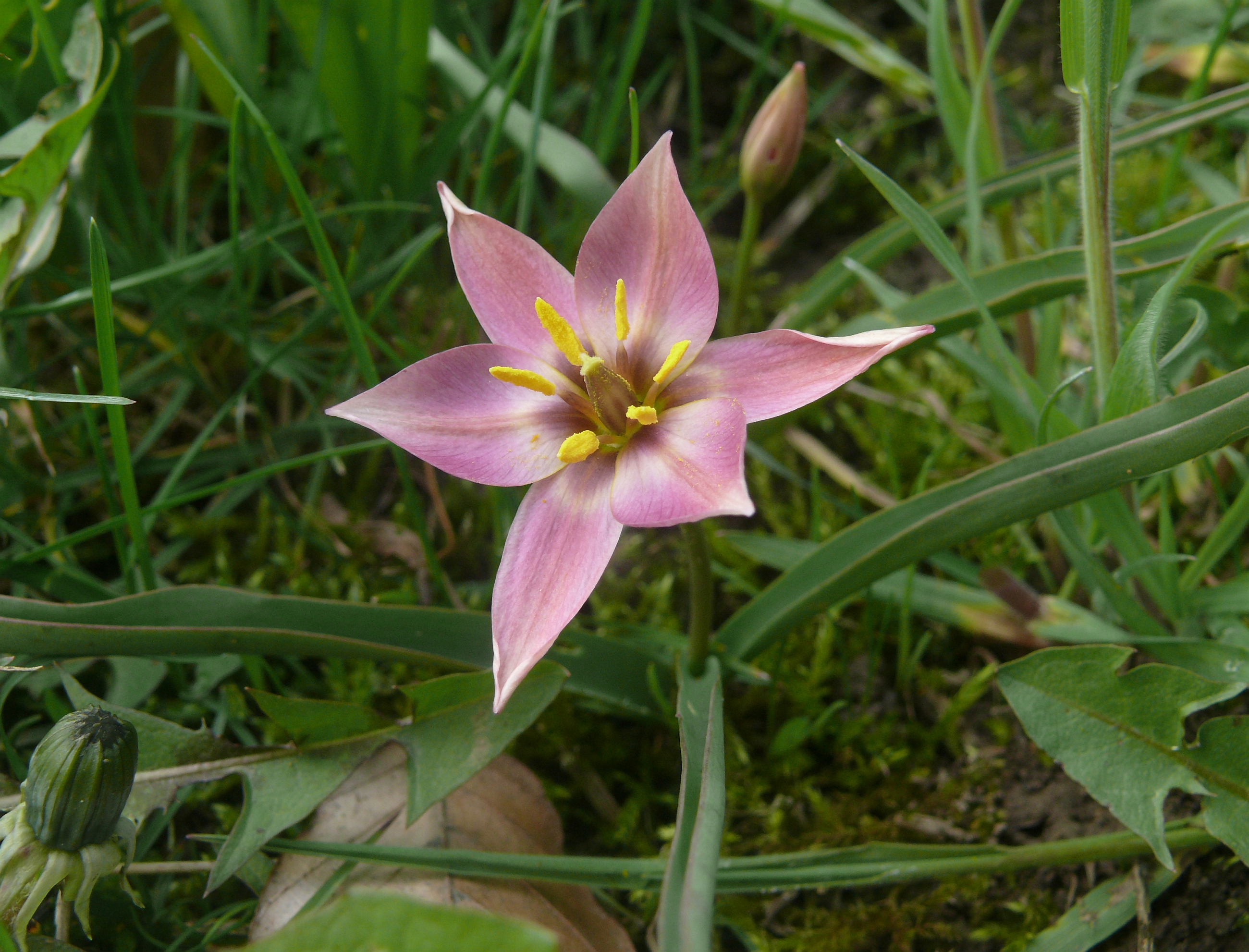
Tulipa aucheriana
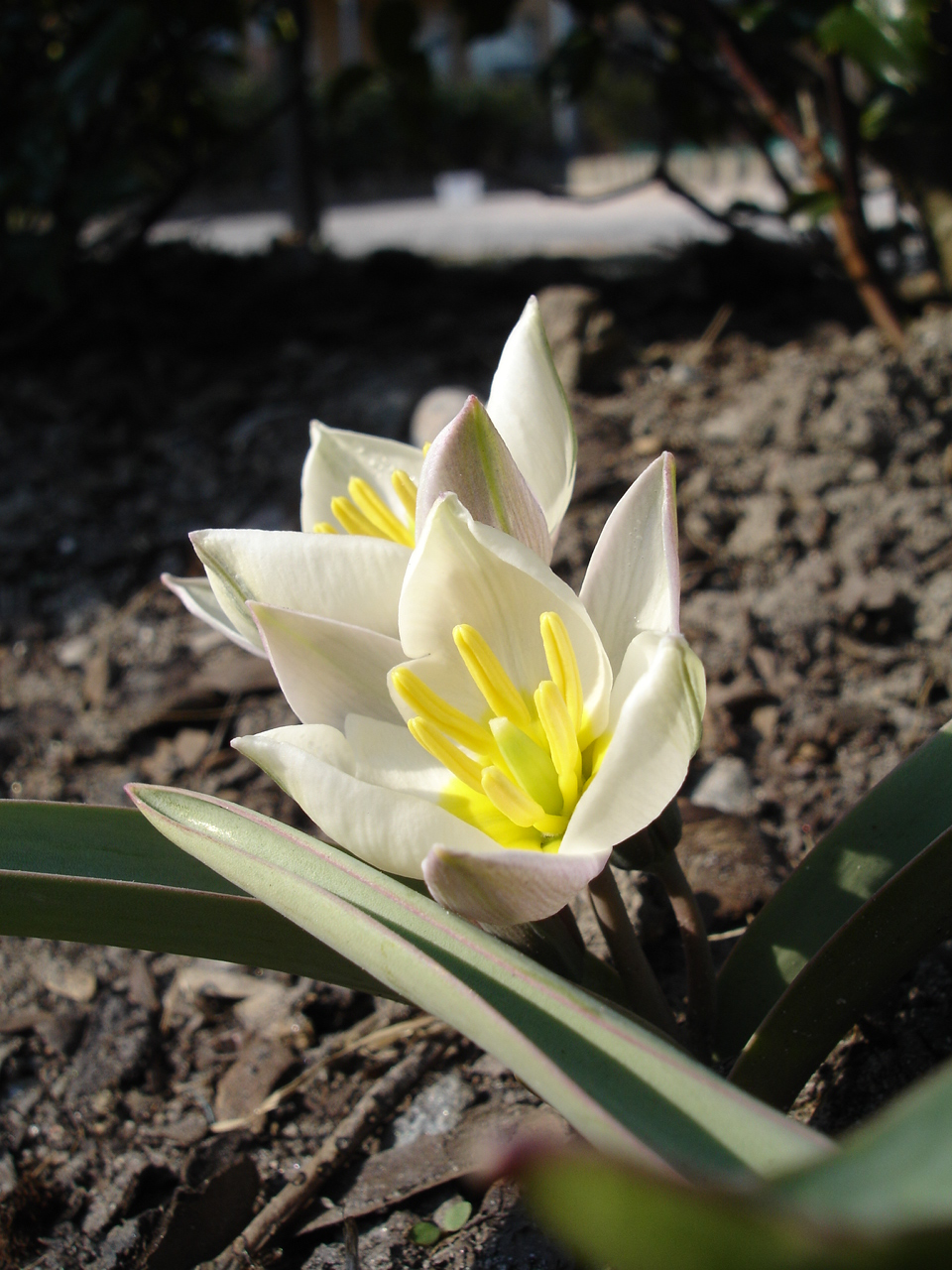
لاله هفت‌رنگ
 Tulipa biflora